# Winx Club: Het Geheim Van Het Verloren Rijk
Winx Club: Het Geheim Van Het Verloren Rijk (Italiaans: Winx Club - Il Segreto Del Regno Perduto) is een animatiefilm uit 2008 geproduceerd en mede geschreven door Iginio Straffi. De film is gebaseerd op de gelijknamige serie Winx Club en speelt zich af na de eerste drie seizoenen.